# مارتن رنستروم
مارتن رنستروم مواليد 3 فبراير 1972 في السويد، هو لاعب كرة مضرب سويدي سابق بدأ مسيرته كمحترف سنة 1990 وكان يلعب باليد اليمنى. أعلى تصنيف له في الفردي كان المركز الـ 302 في سنة 1993. أعلى تصنيف له في الزوجي كان المركز الـ 105 في سنة 1996.

## النهائيات

### الزوجي: (7)
| الرقم | السنة | الدورة                | الأرضية | الشريك           | المنافس في النهائي         | النتيجة في النهائي |
| ----- | ----- | --------------------- | ------- | ---------------- | -------------------------- | ------------------ |
| 1.    | 1992  | يفتوت، فرنسا          | ترابية  | ميكائيل تيلستروم | خايمي أونسينس توماس أنزاري | 7–6, 5–7, 6–2      |
| 2.    | 1993  | بوخوم، ألمانيا        | ترابية  | جوست وينينك      | جون أيرلاند أندرو كراتزمان | 6–3, 2–6, 7–5      |
| 3.    | 1993  | تورينو، إيطاليا       | ترابية  | أندرو كراتزمان   | براين جويلسون جون سوليفان  | 6–4, 6–0           |
| 4.    | 1993  | دبلن، جمهورية أيرلندا | صلبة    | ميكائيل تيلستروم | تود نيلسون بنت اوفه بيدرسن | 6–2, 3–6, 6–3      |
| 5.    | 1994  | سخييفينينغن، هولندا   | ترابية  | ميكائيل تيلستروم | ستيفن نوتبوم توم فانهودت   | 3–6, 7–5, 6–3      |
| 6.    | 1995  | تامبيري، فنلندا       | ترابية  | توماس يوهانسون   | إيمانويل كوتو برناردو موتا | 6–3, 6–3           |
| 7.    | 1996  | درسدن، ألمانيا        | ترابية  | أولا كريستيانسون | جيرتس دزيلد توماس نيداهل   | 3–6, 6–2, 7–5      |

## روابط خارجية
- مارتن رنستروم على موقع رابطة محترفي التنس (الإنجليزية)
- مارتن رنستروم على موقع الاتحاد الدولي لكرة المضرب (الإنجليزية)
- مارتن رنستروم على موقع خلاصة التنس.كوم (الإنجليزية)